# Rogi André
Pour les articles homonymes, voir André.
Rogi André (née Rózsa Klein le 10 août 1900 à Budapest et morte le 11 avril 1970  à Paris) est une photographe portraitiste et peintre française d'origine hongroise. 

## Biographie
Née à Budapest, Rozsa Klein est la fille d'un père médecin et d'une mère femme au foyer.
Diplômée de l'école des beaux-arts de Budapest, elle a également étudié le violon. En 1925, attirée par la bohème parisienne, elle part pour Paris, où se trouvent les grands artistes du moment, et s'y installe. Là, elle fréquente la communauté hongroise dans laquelle elle rencontre des hommes politiques et des artistes. Au milieu du bouillonnement intellectuel parisien, elle se lie avec les artistes d'avant-garde, notamment les surréalistes, dont elle réalise de nombreux portraits.
En 1928, elle réalise ses premières photos de nus, considérées comme des œuvres fétichistes. En 1929, quatre ans après son arrivée à Paris, elle épouse son compatriote, le photographe André Kertész. Cependant, sa relation avec Kertész, est de courte durée, puisque celui-ci l'abandonne pour sa maîtresse (qui deviendra sa seconde épouse) Élisabeth Sali, et ils divorcent en 1932. Elle est très affectée par cette séparation, car elle adorait son mari. C'est alors qu'elle fait la connaissance de Lisette Model, à qui elle donne les bases des techniques de prise de vue et qu'elle initie à l'utilisation du Rolleiflex et avec laquelle elle sort « quatre ou cinq fois » se souviendra Lisette Model, pour prendre des photos dans Paris. Rogi André lui transmet le conseil que lui avait donné son mari : « Ne jamais photographier quelque chose pour lequel tu éprouves peu d'enthousiasme, mais seulement ce qui t'intéresse passionnément. »
Elle acquiert une certaine notoriété comme portraitiste, et elle signe ses photographies sous le pseudonyme de Rogi André, semble-t-il en référence au prénom de son ancien mari. Entre 1930 et 1950, elle se consacre à la production d'une vaste galerie de portraits de peintres, sculpteurs, écrivains, artistes comptant parmi les plus remarquables de l'époque, tels que Henri Matisse, Paul Éluard, Pablo Picasso, Aristide Maillol, André Derain, Wassily Kandinsky, Fernand Léger, Max Jacob, Valentine Penrose, Balthus, Le Corbusier, René Crevel, Ambroise Vollard, Antonin Artaud, Colette, Dora Maar, André Breton ou encore Jacques Prévert. En 1935, le photographe et théoricien de la photographie Emmanuel Sougez publie dans la revue Arts et Métiers graphiques « Deux femmes, quatre-vingt hommes », un article qui compare la photographie de Rogi André et celle de Laure Albin Guillot, et reproche à la première de faire poser les modèles dans leur environnement. Certains critiques ont relevé dans ses portraits une influence du cubisme, par exemple, dans le portrait de Dora Maar (v. 1940) lorsqu'elle réalise une composition géométrique grâce au jeu des ombres et des lumières.
En 1936, elle participe à l'exposition internationale de la photographie au Pavillon de Marsan à Paris, dans laquelle elle présente quatre portraits. En 1937, elle figure dans la célèbre exposition Photography, 1839-1937 organisée par Beaumont Newhall au Musée d'art moderne de New York (MoMa). Son travail est encore présenté dans de nombreuses expositions, comme à la galerie d'Art et industrie ou celle consacrée à la photographie française à Copenhague.
En 1941, pendant la Seconde Guerre mondiale, Rogi André a été contrainte de fuir en zone libre et de se réfugier en Touraine en raison de ses origines juives, mais peu de temps après, malgré tout, elle réussit à se cacher à Paris, grâce à l'aide de la galeriste Jeanne Bucher.
À partir de 1950, elle se lance dans la peinture, et en 1962, alors qu'elle vit dans une extrême précarité, elle fréquente l'Académie du peintre André Lhote, tout en continuant à faire des travaux photographiques à la demande. Une amie, Bernadette Dufort, qui dirige un laboratoire photographique, l'aide généreusement en développant gratuitement ses négatifs et en effectuant des tirages de ses photographies.
Le 11 avril 1970, Rogi André meurt à Paris, dans la pauvreté, et tous ses modestes biens sont mis en vente à l'Hôtel Drouot. Une partie de ses archives, et notamment ses tirages, sont cependant sauvés du désastre grâce aux efforts de Jean-Claude Lemagny, conservateur responsable de la photographie contemporaine au département des Estampes et de la Photographie de la Bibliothèque nationale de France, qui en fait l'acquisition pour la collection de la Bibliothèque nationale.

## Expositions
Photography, 1839-1937, 1937, Museum of Modern Art, New York, 
Rogi André, 1982, Centre Pompidou.